# Fenileno

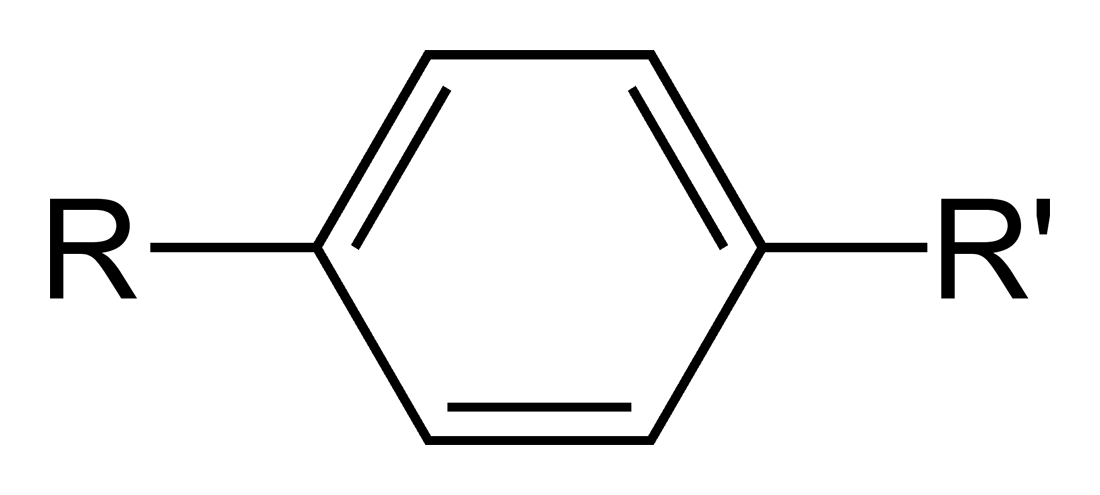
Estructura de
para-grupo fenileno.

El grupo fenileno se compone de un anillo bencénico disustituído. Por ejemplo, el poli(p-fenileno) es un polímero construido de unidades repetitivas para-fenileno.
- Datos: Q43342
- Multimedia: Phenylene group / Q43342